# Kościół św. Onufrego w Rzymie

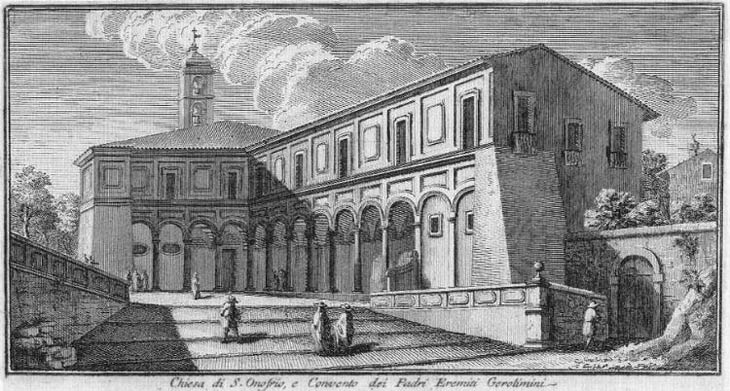
Widok kompleksu w XVIII wieku, sztych Giuseppego Vasiego (1756)

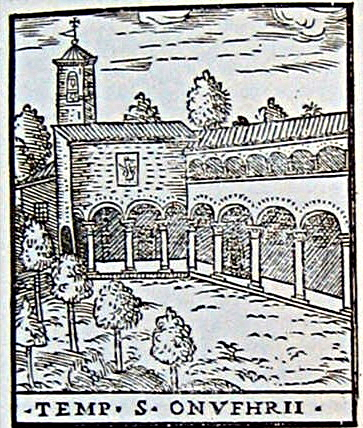
Widok kompleksu w XVI wieku, sztych Girolamo Franzini (1588)

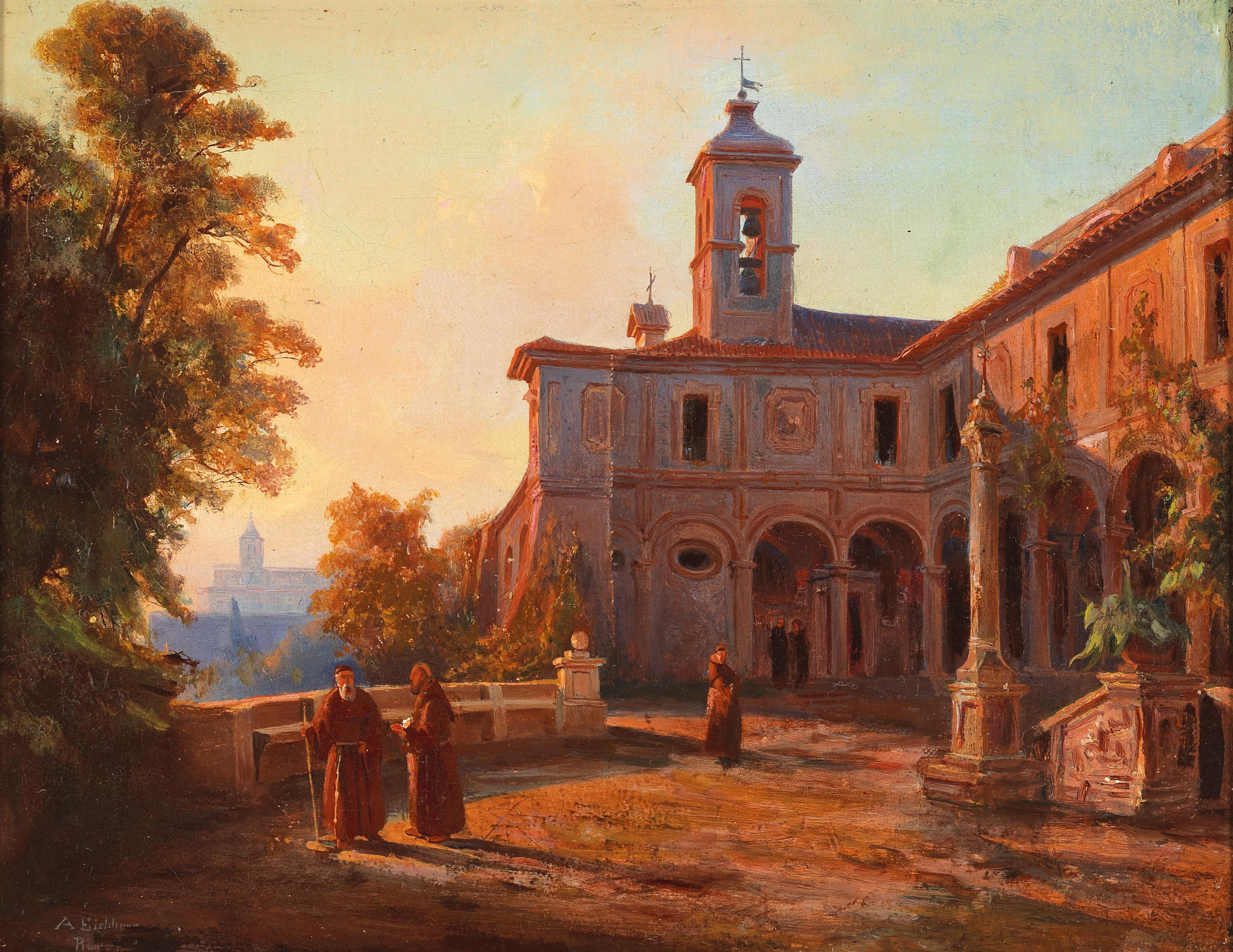
Dziedziniec klasztoru na obrazie niemieckiego malarza Alberta Eichhorna (1811–1851), olej na płótnie

Kościół św. Onufrego na Janikulum w Rzymie (wł. Chiesa di Sant’Onofrio al Gianicolo) – rzymskokatolicki kościół tytularny w Rzymie z przyległym budynkiem klasztoru, przykład włoskiej architektury renesansowej.

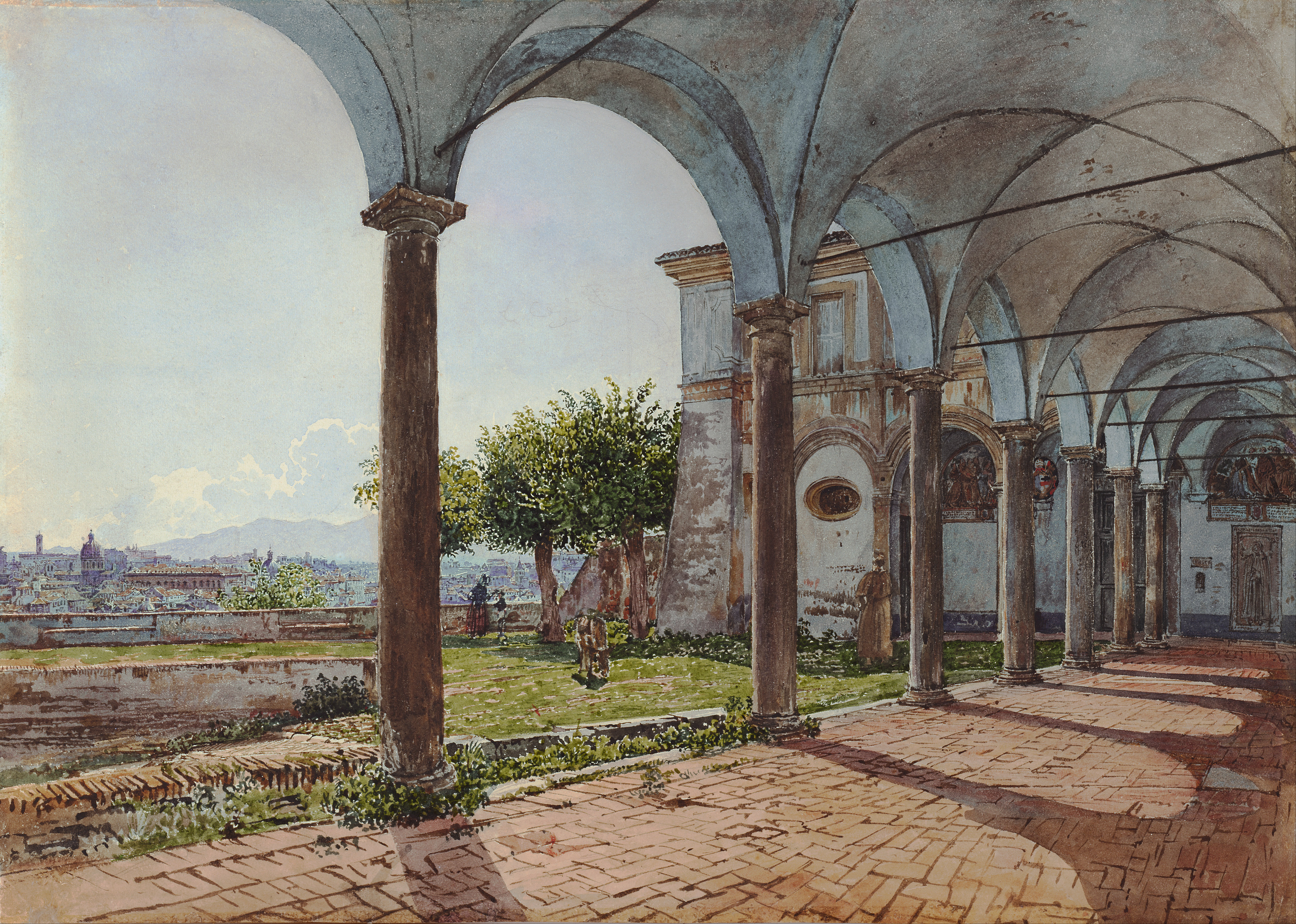
Widok z klasztoru na Rzym, akwarela Rudolfa von Alta (1835)

Kościół i klasztor są eksterytorialną własnością Państwa Watykańskiego. Na mocy motu proprio papieża Piusa XII z 15 sierpnia 1945 roku kompleks został przekazany Zakonowi Rycerskiemu Grobu Bożego w Jerozolimie i stanowi główną siedzibę jego władz administracyjnych. Obie części kompleksu, podobnie jak inne eksterytorialne dobra Stolicy Apostolskiej na terenie Rzymu, są wpisane na listę światowego dziedzictwa UNESCO. Świątynia jest kościołem rektoralnym parafii św. Doroty w Rzymie oraz kościołem tytularnym.

## Lokalizacja
Kompleks znajduje się w XIII Rione Rzymu – Zatybrzu (Trastevere), na wzgórzu Janikulum przy Piazza Sant’Onofrio 2.

## Patron
Patronem kościoła jest św. Onufry – pustelnik żyjący w IV lub V wieku.

## Historia
Pierwotnie, w okresie istnienia Państwa Kościelnego, kompleks należał do Kongregacji Ubogich Pustelników św. Hieronima (łac. Congregatio pauperum eremitarum B. Petri de Pisis Ordinis Sancti Hieronymi), jednej ze wspólnot zakonu hieronimitów. Początki budowli wiążą się z bł. Mikołajem z Forca Palena (1349–1449), który w 1419 roku założył na Janikulum pustelnię, po czym w 1439 roku zaczął dobudowywać do niej kościół. Prace ukończono w 1446 roku i zgodnie z ówczesnym zwyczajem Mikołaj został pochowany pod posadzką kościoła. Wykańczanie kompleksu trwało do XVI wieku.
Początkowo pustelnia znajdowała się w miejscu trudno dostępnym, ale w 1588 roku papież Sykstus V poprowadził do niej drogę od bramy Porta Santo Spirito; w 1600 roku, za pontyfikatu Klemensa VIII, droga została wybrukowana. W 1712 roku szczątki Mikołaja z Forca Palena, otoczonego kultem, uroczyście przeniesiono na ołtarz główny kościoła. W świątyni, oprócz Mikołaja z Forca Palena, beatyfikowanego w 1771 roku, pochowano m.in. poetę Torquata Tassa (1544–1595) i filozofa Franciscusa Patriciusa (1529–1597).
W 1873 roku klasztor został przejęty przez władze Królestwa Włoch i urządzono w nim szpital dziecięcy (Ospedale Pediatrico Bambino Gesù); nielicznym zakonnikom pozwolono zachować kościół. W 1929 roku klasztor zwrócono Państwu Watykańskiemu na mocy traktatów laterańskich. W 1933 roku Kongregacja Ubogich Pustelników św. Hieronima została rozwiązana decyzją papieża Piusa XI.
Ostatnią renowację kompleks przeszedł w latach 1946–1947; dokonał jej Zakon Rycerski Grobu Bożego w Jerozolimie.

## Architektura i sztuka
Część kolumn użytych do budowy kompleksu pochodzi z epoki renesansu, a niektóre z różnych okresów historii Cesarstwa Rzymskiego.

### Kościół
Z zewnątrz kościół nie jest w żaden szczególny sposób oddzielony od klasztoru.
Loggia kompleksu ma kształt litery L, w jej krótkim boku znajdują się cztery łuki zawierające wejście do kościoła (przy czym dwa skrajne zamurowano w celu utworzenia kaplicy), natomiast długi bok ma dziewięć łuków i zawiera wejście do klasztoru. Długie ramię loggi zawiera lunety zdobione freskami autorstwa Domenichina z 1605 roku, przedstawiającymi historie z życia św. Hieronima. W lunecie nad portalem głównym prowadzącym do wnętrza kościoła znajduje się malowidło Claudia Ridolfiego z 1600 roku Madonna z Dzieciątkiem.
Wnętrze świątyni jest jednonawowe, nakryte sklepieniem krzyżowym, z pięcioma kaplicami bocznymi i wieloboczną apsydą.
Apsydę zdobią freski przedstawiające historie z życia Marii namalowane przez Baldassare Peruzziego lub Jacopa Ripandę.

#### Ołtarz główny
W ołtarzu głównym znajdują się relikwie bł. Mikołaja z Forca Palena.

#### Kaplice boczne
- Kaplica św. Onufrego – sklepienie zdobi dzieło Antoniazza Romana Zwiastowanie[8].

- Kaplica Matki Bożej z Loreto – zaprojektowana w 1605 roku, ozdobiona freskami przez Giovanniego Battistę Ricciego(inne języki)[8]. W ołtarzu dzieło Annibale Carracciego lub jego uczniów Matka Boża z Loreto[8]. Na sklepieniu znajduje się Koronacja Matki Boskiej, dzieło malarza ze szkoły Carracciego[8].

- Kaplica św. Hieronima – nakryta dwiema kopułami[8]. W ołtarzu Święty Hieronim, dzieło autorstwa Filippa Balbiego(inne języki)[8]. Przy wejściu do kaplicy znajduje się grób Torquata Tassa z tablicą nagrobną ufundowaną w 1608 roku przez kardynała Bonifacia Bevilacquę (1571–1627)[12], a po prawej stronie pomnik grobowy poety wykonany w 1857 roku przez Giuseppego De Fabrisa(inne języki)[8].

- Kaplica św. Piusa X – na sklepieniu fresk Trójca Przenajświętsza, dzieło Francesca Trevisaniego(inne języki)[8]. W kaplicy został pochowany kardynał Nicola Canali (1874–1961)[13].

- Kaplica Krucyfiksu – pochowano w niej kardynałów Filippa Segę (1537–1596) i Giuseppego Gaspara Mezzofantiego (1774–1849)[8].

### Klasztor
W klasztorze znajduje się niewielki renesansowy wirydarz otoczony krużgankami; pochodzi z XV wieku. Kolumny arkad są wykonane z kilku gatunków granitu i marmuru, w tym jedna z czerwonego granitu z Asuanu w Egipcie, a dwie z białego marmuru tasyjskiego wydobywanego na greckiej wyspie Tasos. Antyczne kolumny zwieńczono piętnastowiecznymi kapitelami.
W części klasztornej mieszczą się biura Zakonu Rycerskiego Grobu Bożego w Jerozolimie oraz pozostające pod opieką zakonu niewielkie muzeum poety Torquata Tassa, który spędził w klasztorze ostatnie lata życia i zmarł w nim 25 kwietnia 1595 roku. W muzeum znajduje się kilka rękopisów poety.

## Kardynałowie
Kościół św. Onufrego na Janikulum jest jednym z kościołów tytularnych nadawanych kardynałom-prezbiterom (Titulus Sancti Honuphrii in Ianicullo). Tytuł ten został ustanowiony 6 lipca 1517 roku jako diakonia, natomiast 13 kwietnia 1587 roku został podniesiony do prezbiteratu.

### Kardynałowie diakoni
- Jean de Lorraine (1519–1550)
- Innocenzo Ciocchi del Monte (1550–1562)
- Ludovico Madruzzo (1562–1569; pro hac vice 1569–1586)

### Kardynałowie prezbiterzy
- Philippe de Lénoncourt (1588–1592)
- Filippo Sega (1594–1596)
- Flaminio Piatti (1596–1600)
- Domenico Toschi (1604–1610)
- Maffeo Barberini (1610–1623)
- Francesco Barberini (pro hac vice 1623–1624)
- Antonio Marcello Barberini OFMCap (1624-1637)
- vacat (1637–1645)
- Orazio Giustiniani CO (1645–1649)
- Giovanni Girolamo Lomellini (1652–1659)
- Benedetto Odescalchi (1659–1676)
- Pierre de Bonzi (1676–1689)
- Wilhelm Egon von Fürstenberg (1689–1704)
- Orazio Filippo Spada (1707–1724)
- Vincenzo Petra (1724–1737)
- vacat (1737–1744)
- Francesco Landi Pietra (1744–1745)
- vacat (1745–1749)
- Giovanni Battista Mesmer (1749–1760)
- vacat (1760–1773)
- Giovanni Angelico Braschi (1773–1775
- Marcantonio Marcolini (1777–1782)
- vacat (1782–1794)
- Giovanni Battista Caprara (1794–1810)
- vacat (1810–1816)
- Giovanni Battista Zauli (29 kwietnia 1816–21 lipca 1819)
- Luigi Frezza (1836–1837)
- Giuseppe Gasparo Mezzofanti (1838–1849)
- Carlo Luigi Morichini (1852–1877)
- Francesco Saverio Apuzzo (1877–1880)
- vacat (1880–1894)
- Domenico Svampa (1894–1907)
- Pierre-Paulin Andrieu (1907–1935)
- Emmanuel Suhard (1935–1949)
- José Garibi Rivera (1958–1972)
- Pio Taofinuʻu SM (1973–2006)
- Carlo Furno (2006–2015)
- vacat (2015–2023)
- Pierbattista Pizzaballa OFM (od 2023)